# Liste des conseillers généraux de la Seine-Saint-Denis
Les conseillers généraux de la Seine-Saint-Denis étaient au nombre de 40 jusqu'en 2015.
Depuis les élections départementales de mars 2015, le Conseil départemental de la Seine-Saint-Denis est composé de 42 conseillers départementaux.

## Groupes politiques au Conseil général
Pour la mandature 2011-2015, les groupes politiques du conseil général étaient les suivants :
| Groupe                                                                                    | Élus | Président           | Partis                                       |
| ----------------------------------------------------------------------------------------- | ---- | ------------------- | -------------------------------------------- |
| Groupe socialiste, gauche citoyenne et Europe Écologie - Les Verts                        | 16   | Emmanuel Constant   | PS - EÉLV - Mouvement de la Gauche Citoyenne |
| Groupe communiste, citoyen, Front de gauche pour une transformation sociale et écologique | 13   | Gilles Garnier      | PCF et Républicains                          |
| Groupe Union des démocrates et indépendants                                               | 5    | Jacques Chaussat    | UDI                                          |
| Groupe La Seine-Saint-Denis pour demain                                                   | 6    | Jean-Michel Bluteau | UMP                                          |

En mars 2011, la droite séquano-dyniosienne s'est scindé en un groupe proche de l'UMP et un groupe centriste. Ce dernier était présidé par Vincent Capo-Canellas jusqu'à son élection au Sénat, qui le força à renoncer à son mandat de conseiller général, sa fonction de président de groupe étant reprise par Jacques Chaussat. Le groupe socialiste était présidé par Gilbert Roger. En septembre 2012, Gilbert Roger passa le relais à Emmanuel Constant, alors que le groupe centriste recevait le renfort de deux ex-UMP, Stéphane Salini et Pierre Facon.

## Les élus par canton (2011-2015)
| Canton                           | Circ. | Conseiller général    | Parti | Parti    | Autres mandats (en cours)                                                                          | Série |
| -------------------------------- | ----- | --------------------- | ----- | -------- | -------------------------------------------------------------------------------------------------- | ----- |
| Arrondissement de Bobigny        |       |                       |       |          | |       |
| Canton de Bagnolet               | 7     | Josiane Bernard       |       | PCF      | 2e vice-présidente du conseil général Conseillère municipale de Bagnolet                           | 2008  |
| Canton de Bobigny                | 5     | Abdel-Madjid Sadi     |       | app. PCF | Conseiller municipal de Bobigny                                                                    | 2008  |
| Canton de Bondy-Nord-Ouest       | 9     | Sylvine Thomassin     |       | PS       | 6e vice-présidente du conseil général Maire de Bondy                                               | 2008  |
| Canton de Bondy-Sud-Est          | 10    | Gilbert Roger         |       | PS       | Sénateur Maire de Bondy de 1995 à 2011                                                             | 2008  |
| Canton du Bourget                | 4&5   | Elisa Carcillo        |       | UDI-FED  | Adjointe au maire de Drancy                                                                        | 2008  |
| Canton de Drancy                 | 5     | Stéphane Salini       |       | UDI-FED  | Conseiller municipal de Drancy Président de la communauté d'agglomération de l'aéroport du Bourget | 2011  |
| Canton des Lilas                 | 9     | Daniel Guiraud        |       | PS       | 1er vice-président du conseil général Maire des Lilas                                              | 2011  |
| Canton de Montreuil-Est          | 7     | Jean-Charles Nègre    |       | PCF      | 7e vice-président du conseil général Conseiller municipal de Montreuil                             | 2008  |
| Canton de Montreuil-Nord         | 7     | Frédéric Molossi      |       | PS       | Adjoint au maire de Montreuil                                                                      | 2008  |
| Canton de Montreuil-Ouest        | 7     | Belaid Bedreddine     |       | PCF      | Adjoint au maire de Montreuil                                                                      | 2011  |
| Canton de Noisy-le-Sec           | 9     | Gilles Garnier        |       | PCF      | Conseiller municipal de Noisy-le-Sec                                                               | 2008  |
| Canton de Pantin-Est             | 6     | Aline Archimbaud      |       | EÉLV     | Sénatrice                                                                                          | 2008  |
| Canton de Pantin-Ouest           | 6     | Bertrand Kern         |       | PS       | Maire de Pantin                                                                                    | 2011  |
| Canton des Pavillons-sous-Bois   | 10    | Katia Coppi           |       | app. UMP | Adjointe au maire des Pavillons-sous-Bois                                                          | 2011  |
| Canton de Romainville            | 9     | Corinne Valls         |       | MGC      | 5e vice-présidente du conseil général Maire de Romainville                                         | 2011  |
| Canton de Rosny-sous-Bois        | 8     | Claude Capillon       |       | UMP      | Maire de Rosny-sous-Bois                                                                           | 2011  |
| Canton de Villemomble            | 8     | Jean-Michel Bluteau   |       | UMP      | Conseiller municipal de Villemomble                                                                | 2008  |
| Arrondissement du Raincy         |       |                       |       |          | |       |
| Canton d'Aulnay-sous-Bois-Nord   | 10    | Gérard Ségura         |       | PS       | 10e vice-président du conseil général Maire d'Aulnay-sous-Bois de 2008 à 2014                      | 2011  |
| Canton d'Aulnay-sous-Bois-Sud    | 10    | Jacques Chaussat      |       | UDI-PR   | Adjoint au maire d'Aulnay-sous-Bois                                                                | 2008  |
| Canton du Blanc-Mesnil           | 4     | Hervé Bramy           |       | PCF      | Conseiller municipal du Blanc-Mesnil                                                               | 2008  |
| Canton de Gagny                  | 8     | Michel Teulet         |       | UMP      | Maire de Gagny                                                                                     | 2011  |
| Canton de Livry-Gargan           | 12    | Danièle Marini        |       | PS       | Conseillère municipale de Livry-Gargan                                                             | 2008  |
| Canton de Montfermeil            | 12    | Raymond Coënne        |       | UMP      | Maire de Coubron de 1990 à 2014                                                                    | 2011  |
| Canton de Neuilly-Plaisance      | 3     | Pierre Facon          |       | UDI      | Conseiller municipal de Neuilly-Plaisance                                                          | 2008  |
| Canton de Neuilly-sur-Marne      | 3     | Michèle Bailly        |       | PS       | | 2008  |
| Canton de Noisy-le-Grand         | 3     | Emmanuel Constant     |       | PS       | 8e vice-président du conseil général Adjoint au maire de Noisy-le-Grand                            | 2011  |
| Canton du Raincy                 | 12    | Claude Dilain         |       | PS       | Sénateur Maire de Clichy-sous-Bois de 1995 à 2011                                                  | 2011  |
| Canton de Sevran                 | 11    | Jean-François Baillon |       | EÉLV     | 3e vice-président du conseil général Adjoint au maire de Sevran                                    | 2011  |
| Canton de Tremblay-en-France     | 11    | Pierre Laporte        |       | FASE     | 4e vice-président du conseil général Conseiller municipal de Tremblay-en-France                    | 2008  |
| Canton de Villepinte             | 11    | Martine Valleton      |       | UMP      | Conseillère régionale Maire de Villepinte de 2001 à 2008 et depuis 2014                            | 2011  |
| Arrondissement de Saint-Denis    |       |                       |       |          | |       |
| Canton d'Aubervilliers-Est       | 6     | Pascal Beaudet        |       | PCF      | Maire d'Aubervilliers de 2003 à 2008 et depuis 2014                                                | 2011  |
| Canton d'Aubervilliers-Ouest     | 6     | Jean-Jacques Karman   |       | PCF      | Adjoint au maire d'Aubervilliers                                                                   | 2008  |
| Canton de La Courneuve           | 4     | Stéphane Troussel     |       | PS       | Président du conseil général Adjoint au maire de La Courneuve                                      | 2011  |
| Canton d'Épinay-sur-Seine        | 1     | Hervé Chevreau        |       | UDI      | Maire d'Épinay-sur-Seine                                                                           | 2011  |
| Canton de Pierrefitte-sur-Seine  | 2     | Michel Fourcade       |       | PS       | Maire de Pierrefitte-sur-Seine                                                                     | 2011  |
| Canton de Saint-Denis-Nord-Est   | 2     | Bally Bagayoko        |       | app. PCF | 9e vice-président du conseil général Adjoint au maire de Saint-Denis                               | 2008  |
| Canton de Saint-Denis-Nord-Ouest | 2     | Florence Haye         |       | PCF      | Adjointe au maire de Saint-Denis                                                                   | 2011  |
| Canton de Saint-Denis-Sud        | 1     | Mathieu Hanotin       |       | PS       | 12e vice-président du conseil général Député                                                       | 2008  |
| Canton de Saint-Ouen             | 1     | Jacqueline Rouillon   |       | PCF      | Maire de Saint-Ouen de 1999 à 2014                                                                 | 2011  |
| Canton de Stains                 | 4     | Azzedine Taïbi        |       | PCF      | 11e vice-président du conseil général Maire de Stains                                              | 2008  |

## Anciens élus

### Élus du mandat 2004-2011
- Évelyne Yonnet (PS), canton d'Aubervilliers-Est
- Gérard Ségura (PS), canton d'Aulnay-sous-Bois-Nord
- Stéphane Troussel (PS), canton de La Courneuve
- Stéphane Salini (UMP), canton de Drancy
- Serge Méry (PS), canton d'Épinay-sur-Seine
- Michel Teulet (UMP), canton de Gagny
- Daniel Guiraud (PS), canton des Lilas
- Raymond Coënne (UMP), canton de Montfermeil
- Manuel Martinez (PS), canton de Montreuil-Ouest
- Emmanuel Constant (PS), canton de Noisy-le-Grand
- Bertrand Kern (PS), canton de Pantin-Ouest
- Katia Coppi (app. UMP), canton des Pavillons-sous-Bois
- Michel Fourcade (PS), canton de Pierrefitte-sur-Seine
- Ludovic Toro (UMP), canton du Raincy
- Corinne Valls (Divers gauche), canton de Romainville
- Claude Capillon (UMP), canton de Rosny-sous-Bois
- Florence Haye (PCF), canton de Saint-Denis-Nord-Ouest
- Jacqueline Rouillon (PCF), canton de Saint-Ouen
- Stéphane Gatignon (PCF, puis EÉLV), canton de Sevran
- Nelly Roland-Iriberry (app. PCF), canton de Villepinte

### Élus du mandat 2001-2008
- Jean-Jacques Karman (PCF), canton d'Aubervilliers-Ouest
- Michel Lacroix (UMP), canton d'Aulnay-sous-Bois-Sud
- Josiane Bernard (PCF), canton de Bagnolet
- Hervé Bramy (PCF), canton du Blanc-Mesnil
- Abdel-Madjid Sadi (app. PCF), canton de Bobigny
- Sylvine Thomassin (PS), canton de Bondy-Nord-Ouest
- Gilbert Roger (PS), canton de Bondy-Sud-Est
- Vincent Capo-Canellas (UDF), canton du Bourget
- Pascal Popelin (PS), canton de Livry-Gargan
- Jean-Charles Nègre (PCF), canton de Montreuil-Est
- Claire Pessin-Garric (PCF), canton de Montreuil-Nord
- Pierre Facon (UMP), canton de Neuilly-Plaisance
- Anne-Marie Mahéas (PS), canton de Neuilly-sur-Marne
- Gilles Garnier (PCF), canton de Noisy-le-Sec
- Didier Ségal-Saurel (Divers gauche), canton de Pantin-Est
- Didier Paillard (PCF), canton de Saint-Denis-Nord-Est
- Ronan Kerrest (PCF), canton de Saint-Denis-Sud
- Azzedine Taïbi (PCF), canton de Stains
- Pierre Laporte (PCF), canton de Tremblay-en-France
- Patrice Calméjane (UMP), puis en 2007, Jean-Michel Bluteau (UMP) canton de Villemomble

### Élus du mandat 1998-2004
- Nathalie Buisson (PCF), canton d'Aubervilliers-Est
- Robert Clément (PCF), canton de Romainville
- Raymond Coënne (UMP), canton de Montfermeil
- Gilbert Conte (PCF), canton de Drancy
- Emmanuel Constant (PS), canton de Noisy-le-Grand
- Claude Dilain (PS), canton du Raincy
- Philippe Dallier (UMP), canton des Pavillons-sous-Bois
- Claudie Gillot-Dumoutier (PCF), canton de Saint-Denis-Nord-Ouest
- Catherine Hanriot (PCF), canton de Pierrefitte-sur-Seine
- Jean-Pierre Heinen (PCF), canton de Saint-Ouen
- Bertrand Kern (PS), canton de Pantin-Ouest
- Marie-Christine Labat (PCF), canton de La Courneuve
- Martine Legrand (PS), canton des Lilas
- Serge Méry (PS), canton d'Épinay-sur-Seine
- Claude Pernès (UDF), canton de Rosny-sous-Bois
- Michel Prin (PCF), canton de Sevran
- Catherine Puig (PCF), canton de Montreuil-Ouest
- Gérard Ségura (PS), canton d'Aulnay-sous-Bois-Nord
- Michel Teulet (UMP), canton de Gagny
- Charles Vayssié (UMP), canton de Villepinte